# Ernst Diehl (Fußballspieler)
Ernst Diehl (* 28. März 1949 in Etschberg) ist ein ehemaliger deutscher Fußballspieler, der von 1967 bis 1978 als Spieler des 1. FC Kaiserslautern in der Fußball-Bundesliga 314 Spiele absolviert und dabei 18 Tore erzielt hat. Er spielte zumeist als Vorstopper.

## Als Spieler

### Bundesliga
Der 1965 vom VfL Etschberg in die Jugendabteilung des Pfälzer Bundesligisten gekommene Defensivspieler spielte in der Fußball-Bundesliga ausschließlich für den 1. FC Kaiserslautern. Am 4. November 1967 debütierte er im Heimspiel gegen den MSV Duisburg, das der 1. FCK mit der Abwehrformation Wolfgang Schnarr (Torhüter), Herward Koppenhöfer, Dietmar Schwager, Diehl (Vorstopper) und Uwe Klimaschefski mit 0:1 verlor. In seiner ersten Bundesligarunde 1967/68 kam er unter den Trainern Otto Knefler und Egon Piechaczek (ab 5. März 1968) zu 14 Einsätzen. Die Betzenberg-Elf konnte auf dem 16. Rang knapp den Klassenerhalt realisieren. Bereits in seiner zweiten Saison, 1968/69 gehörte der Nachwuchsspieler mit 33 Ligaspielen der Stammelf an, die wiederum nur knapp dem Abstieg entgehen konnte. Danach wurde es unter den Trainern Gyula Lóránt, Dietrich Weise und ab 1973 Erich Ribbeck besser, die Lauterer qualifizierten sich in den Runden 1971/72 und 1975/76 jeweils mit siebten Rängen für den UEFA-Cup. Die Spiele gegen Stoke City, CUF Barreiro, Ararat Erewan, Borussia Mönchengladbach, Famagusta und Feyenoord Rotterdam waren herausragende Erlebnisse in der Karriere des konsequenten und zuverlässigen Vorstoppers. In seiner letzten Saison, 1977/78, hatte er die Mitspieler Ronnie Hellström, Jürgen Groh, Werner Melzer, Hans-Peter Briegel und im Angriff Torjäger Klaus Toppmöller (34 Spiele – 21 Tore) an seiner Seite. Nach der Runde 1977/78 wurde er zum Sportinvaliden erklärt und er begann seine Trainertätigkeit in der Jugendabteilung der Lauterer. Ernst Diehl war ein konsequenter und jahrelang auf gutem Niveau spielender Abwehrspieler, aber es gab während dieser Zeit einige überragende Vorstopper, vor allem Georg Schwarzenbeck, Willi Schulz, Horst-Dieter Höttges, Wolfgang Weber und Rolf Rüssmann, wodurch er zu keinem Einsatz in der Nationalmannschaft kam.

### DFB-Pokal
Zu den Höhepunkten seiner Spielerkarriere gehörten die zwei DFB-Pokalendspiele 1972 und 1976. Am 1. Juli 1972 war der 1. FC Kaiserslautern chancenlos gegen eine großartig aufspielende Schalker Mannschaft. Mit 0:5 Toren verloren die Pfälzer dieses Endspiel. Am 26. Juni 1976 gab es die nächste Chance den Pokal in die Pfalz zu holen. Gegner im Finale war der Hamburger SV. Hier war der Spielverlauf bei weitem ausgeglichener und Lautern war ein ernsthafter Gegner der Hanseaten. Trotzdem ging auch dieses Spiel mit 0:2 verloren. Im Jahre 1977 gewann der HSV dann den Europapokal der Pokalsieger.

## Trainer
Nach Ende seiner aktiven Karriere trainierte er unter anderem die A-Jugend und die Amateure des 1. FC Kaiserslautern und war 1983 zweimal Interimstrainer der Bundesligaelf. 1992 gewann er mit den A-Junioren durch einen 5:1-Sieg gegen den 1. FC Köln die deutsche Meisterschaft. 1991 und 1993 verlor er die Finalspiele mit den FCK-Junioren gegen den VfB Stuttgart beziehungsweise den FC Augsburg. Von 1996 bis 1997 war er Co-Trainer von Otto Rehhagel bei den Profis, danach wirkte er wieder im Jugendbereich des FCK.